# Port lotniczy Onch’ŏn
Port lotniczy Onchon – port lotniczy w miejscowości Onch’ŏn, w Korei Północnej. Jest administrowany przez Koreańską Armię Ludową. Jest używane zarówno do celów wojskowych, jak i cywilnych.